# Marita Notini-Nordquist
Astrid Margareta (Marita) Notini-Nordquist, född 20 oktober 1909, död 31 augusti 1969, var en svensk målare och tecknare.
Hon var dotter till Harald Notini och Hilma Notini samt från 1946 gift med kyrkoherden Gösta Nordquist. Notini-Nordquist studerade vid Tekniska skolan 1927-1930 och vid Konsthögskolan 1932-1937 samt under studieresor till Italien och Nordafrika. Hennes konst består av porträtt och landskapsmålningar utförda i olja eller akvarell. Bland hennes porträtt brukar det av Maja Carlquist anses som det bästa. Som illustratör illustrerade hon bland annat Ebba Paulis Eremiten och bokomslag samt trycksaker och teckningar för tidskriften Barnträdgården.